# Acid Reign
Acid Reign is een Engelse thrashmetalband.

## Artiesten
- Howard Smith - vocalist
- Kev - gitarist
- Mac - bassist
- Mark Ramsey Wharton - drummer, toetsenist

## Vroegere leden
- Gary "Gaz" Jennings - gitarist
- Adam Lehan - gitarist
- Ian Gangwer - bassist

## Discografie
- 1988 - Moshkinstein - (ep, Under One Flag)
- 1989 - The Fear - (Under One Flag)
- 1990 - Obnoxious - (Under One Flag)
- 1991 - The Worst Of Acid Reign (compilatie, Under One Flag)